# وارتراس (تنسی)
وارتراس (به انگلیسی: Wartrace) شهری در ایالت کشور ایالات متحده آمریکا است که جمعیت آن در سرشماری سال ۲۰۱۰ میلادی، ۶۵۱ نفر بوده‌است.